# George Gervin
Pour les articles homonymes, voir Gervin (homonymie).
 (juillet 2024).
Si vous disposez d'ouvrages ou d'articles de référence ou si vous connaissez des sites web de qualité traitant du thème abordé ici, merci de compléter l'article en donnant les références utiles à sa vérifiabilité et en les liant à la section « Notes et références ».
George Gervin (né le 27 avril 1952 à Détroit, Michigan), surnommé The Iceman, est un joueur de basket-ball professionnel américain à la retraite qui a joué à la fois dans l'American Basketball Association (ABA) et la National Basketball Association (NBA) pour les Squires de la Virginie, les Spurs de San Antonio et les Bulls de Chicago. Gervin a obtenu une moyenne d'au moins 14 points par match au cours des quatorze saisons de l'ABA et de la NBA, et a terminé sa carrière en NBA avec une moyenne de 26,2 points par match. En 1996, Gervin a été nommé parmi les meilleurs joueurs du cinquantenaire de la NBA (50th Anniversary All-Time team).

## Enfance

### Lycée
Gervin a fréquenté le lycée (High school) du Martin Luther King Jr. Senior High School à Detroit, où il s'est battu sur et en dehors du court jusqu'à ce qu'il atteigne sa dernière année, où il a connu une poussée de croissance et a obtenu une moyenne de 31 points et 20 rebonds pour mener son école en quarts de finale de l'État. Il a été sélectionné par le Detroit Free Press All-State en 1970.

### Université
Gervin a reçu une bourse pour jouer sous la direction de l'entraîneur Jerry Tarkanian à l'université d'État de Californie, à Long Beach, mais il a subi un tel choc culturel qu'il est rentré chez lui avant la fin du premier semestre. Il rejoint les Eagles de l'université de l'Est du Michigan à Ypsilanti, dans le Michigan, et a obtenu une moyenne de 29,5 points en tant qu'attaquant de deuxième année en 1971-1972.
Alors qu'il participait à un match de demi-finale nationale de la NCAA à Evansville, dans l'Indiana, Gervin a frappé un joueur de Roanoke Maroons (en). Gervin a été suspendu pour la saison suivante et a finalement été retiré de l'équipe. Les invitations pour les essais des équipes olympiques et panaméricaines ont été retirées.

## Carrière professionnelle

### Squires de la Virginie
Gervin a d'abord joué pour les Chaparrals de Pontiac (Michigan) de la Continental Basketball Association, où il a été repéré par Johnny Kerr, un scout des Squires de la Virginie de l'ABA. Kerr a fait signer un contrat de 40 000 dollars par an à Gervin avec les Squires.
Le séjour de Gervin en Virginie sera cependant de courte durée. Les finances des Squires n'avaient jamais été stables, et ils ont été obligés de commencer à échanger leurs meilleurs joueurs pour obtenir assez d'argent pour rester en vie. En l'espace de quatre mois seulement, ils ont échangé Julius Erving et Swen Nater contre de l'argent liquide et/ou des sélections. Pendant le All-Star Weekend de l'ABA de 1974, les rumeurs abondaient sur le fait que les Squires étaient en pourparlers pour échanger Gervin contre de l'argent. Les rumeurs se sont avérées exactes ; le 30 janvier, Gervin a été vendu aux Spurs de San Antonio pour 228 000 dollars. L'ABA a tenté de bloquer l'échange, prétendant qu'en échangeant leur dernière étoile légitime, les Squires organisaient une vente de feu. Cependant, un tribunal s'est rangé du côté des Spurs. En deux ans, les Squires n'étaient plus.

### Spurs de San Antonio
Après deux saisons dans l'ABA, Gervin est devenu éligible à la NBA à temps pour le draft 1974 de la NBA. Les Suns de Phoenix ont sélectionné Gervin au troisième tour avec le 40e choix, mais Gervin a choisi de rester dans l'ABA et a continué à jouer pour les Spurs. Avec Gervin comme pièce maîtresse, les Spurs se sont transformés passant d'une équipe principalement orientée vers la défense en une équipe passionnante et rapide qui jouait ce que l'entraîneur Bob Bass appelait le « basket-ball de cour d'école ». Bien que les Spurs n'aient jamais remporté de séries éliminatoires de l'ABA pendant les trois premières années de Gervin, leur attaque puissante les a rendus très attractifs pour la NBA, et les Spurs ont rejoint la ligue plus établie dans le cadre de la fusion ABA-NBA de 1976. Juste avant la dernière saison de ABA, les Spurs avaient acquis l'attaquant vedette Larry Kenon par le biais du commerce, formant un une-deux offensif dominant à la fois pour lui et Gervin afin de renforcer leur équipe et de se battre pour un championnat. Cette saison-là, ils étaient à une victoire de se qualifier pour les finales de l'ABA 1976 sans participer au premier tour, mais ils se sont inclinés 4-3 face aux Nets de New York, dirigés par Julius Erving, qui allaient remporter le championnat.
Le premier titre de meilleur marqueur de la NBA a été remporté par Gervin lors de la saison 1977-1978, lorsqu'il a battu de justesse David Thompson pour le titre de meilleur marqueur par sept centièmes de point (27,22 à 27,15). Bien que Thompson ait réalisé une performance mémorable pour le dernier match de la saison régulière, en marquant 73 points, Gervin a maintenu sa légère avance en marquant 63 points (y compris un record de la NBA de l'époque, 33 points au deuxième quart) lors d'une défaite lors du dernier match de la saison régulière. Avec la couronne de meilleur marqueur en main, il a été absent pendant une partie du troisième et la totalité du quatrième quart. Lors de la saison NBA 1978-1979, les Spurs ont terminé avec un bilan de 48-34 avec la deuxième tête de série de la Conférence Est (actuellement une équipe de la Conférence Ouest), ils avaient battu Julius Erving et les 76ers de Philadelphie au deuxième tour, les battant en sept matchs, Gervin étant en tête du championnat au nombre de points marqués lors des éliminatoires avec 28,6 points par match. Ils n'étaient plus qu'à une victoire de la finale de la NBA 1979, puisqu'ils s'étaient imposés 3-1 contre les Bullets de Washington en finale de la conférence, mais ils se sont effondrés en perdant trois fois de suite pour perdre la série. Kenon devient agent libre et signe avec les Bulls de Chicago après la saison suivante.
Malgré des éliminations décevantes en séries éliminatoires et l'absence en finale, Gervin s'est engagé avec les Spurs, ne montrant aucune frustration envers ses coéquipiers. Il a donc été à la hauteur de son surnom et a continué à mener la NBA en nombre de points marqués en moyenne trois années de suite de 1978 à 1980 (avec un maximum de 33,1 points par match en 1979-1980), puis à nouveau en 1982. Avant Michael Jordan, Gervin était le joueur qui avait marqué le plus de points dans l'histoire du championnat. En 1981, alors qu'il était absent pour trois matchs en raison d'une blessure, le remplaçant de Gervin, Ron Brewer, a obtenu une moyenne de plus de 30 points par match. À son retour, Gervin a marqué plus de 40 points. Lorsqu'on lui a demandé s'il envoyait un message, Gervin a répondu « comme le Seigneur l'avait prévu » et a ajouté « Ice be cool » (avec Ron Brewer). Au cours de la saison 1981-1982, les Spurs vont de nouveau se disputer un championnat. À cette époque, les Spurs viennent de devenir une franchise de la Conférence de l'Ouest, terminant deuxième de la conférence avec un record de 48-34. Gervin a porté l'équipe au score en menant la ligue avec 29,4 points par match, ils étaient revenus en finale de la conférence mais ont été balayés par les Lakers de Los Angeles, tête de série numéro un, qui allaient finir par remporter le championnat cette année-là. Au cours de la saison morte de 1982, les Spurs ont drafté l'arrière, Oliver Robinson (en) des Blazers de l'UAB et Tony Grier de Bulls de South Florida, et ont également échangé des joueurs pour le All-Star Artis Gilmore afin de soulager Gervin de la pression offensive. Cette fois-ci, avec l'arrivée de Gilmore et de jeunes talents, les Spurs ont de nouveau été candidats au titre lors de la saison 1982-1983, terminant 53-29 avec la deuxième tête de série de la Conférence de l'Ouest. Ils sont revenus en finale de la Conférence avec Gervin en tête, avec une moyenne de 25,2 points par match, avant d'être battus une nouvelle fois par les Lakers de Los Angeles, tête de série, en six matchs.

### Chicago Bulls
Juste avant la saison 1985-1986, Gervin a été échangé aux Bulls de Chicago contre l'attaquant David Greenwood après avoir manqué plusieurs entraînements de présaison, avec la possibilité d'être relégué sur le banc par le nouvel entraîneur en chef, Cotton Fitzsimmons. L'étoile montante des Bulls, Michael Jordan, a déclaré qu'il était « malheureux » après cet échange. Bien qu'à ce moment-là il ait vieilli et ne soit plus au niveau des All-Stars, Gervin était toujours efficace dans l'équipe des Bulls, avec une moyenne de 16,2 points par match et a réalisé une autre performance de 40 points (le meilleur score de la saison avec 45 points contre les Mavericks de Dallas) et a joué les 82 matchs. Les Bulls ont terminé 30-52, mais cela a suffi pour obtenir une place en play-offs, ce qui leur a permis de se hisser à la huitième place de la Conférence de l'Est. Le dernier match de la NBA de la carrière de Gervin a eu lieu le 20 avril 1986, lors du remarquable match de 63 points de Jordan contre les Celtics de Boston dans le deuxième match du premier tour. Gervin a enregistré une passe et une faute personnelle en cinq minutes de jeu et les Bulls ont ensuite été balayés par les Celtics au premier tour.

### Carrière post-NBA
Lorsqu'il a quitté la NBA, Gervin a joué pendant plusieurs années en Europe : en Italie pour le Banco di Roma pendant la saison 1986-1987, où il a obtenu une moyenne de 26,1 points par match, et dans la Ligue nationale de basket-ball espagnole pour l'équipe TDK Manresa (il avait alors 38 ans). À ce stade de sa carrière, il avait perdu un peu de sa rapidité, mais son instinct de scoreur est resté intact ; il a obtenu une moyenne de 25 points, 5 rebonds et 1,2 passe décisive, et lors de son dernier match, il a marqué 31 points et a réussi 15 rebonds pour maintenir Manresa dans la première division espagnole. Entre ses années de jeu en Europe, Gervin a également joué pour le Thunder de Quad City de la défunte Continental Basketball Association.

### Héritage
Surnommé « Iceman » pour son attitude cool sur le terrain, Gervin était surtout connu pour ses talents de marqueur. Il avait également reçu ce surnom en raison de sa rare capacité à jouer au basket-ball à un haut niveau sans transpirer.
Le mouvement caractéristique de Gervin était le finger roll, un tir dans lequel on fait rouler le ballon de basket sur le bout des doigts. Alors que d'autres imitaient ce style lors de tirs en lay-up, Gervin était connu pour « rouler les doigts » jusqu'à la ligne de lancer franc.
L'héritage de Gervin a inspiré d'autres athlètes. Le membre de la Dream Team Gary Payton a déclaré que son idole d'enfance était Gervin et qu'il était son joueur préféré. Gervin était également idolâtré par l'ancien quarterback Ty Detmer, vainqueur de la National Football League (NFL) et du trophée Heisman. Dans son autobiographie, Detmer raconte qu'il était ravi de recevoir un jour l'autographe de Gervin alors qu'il était encore jeune à San Antonio.

### Prix et records

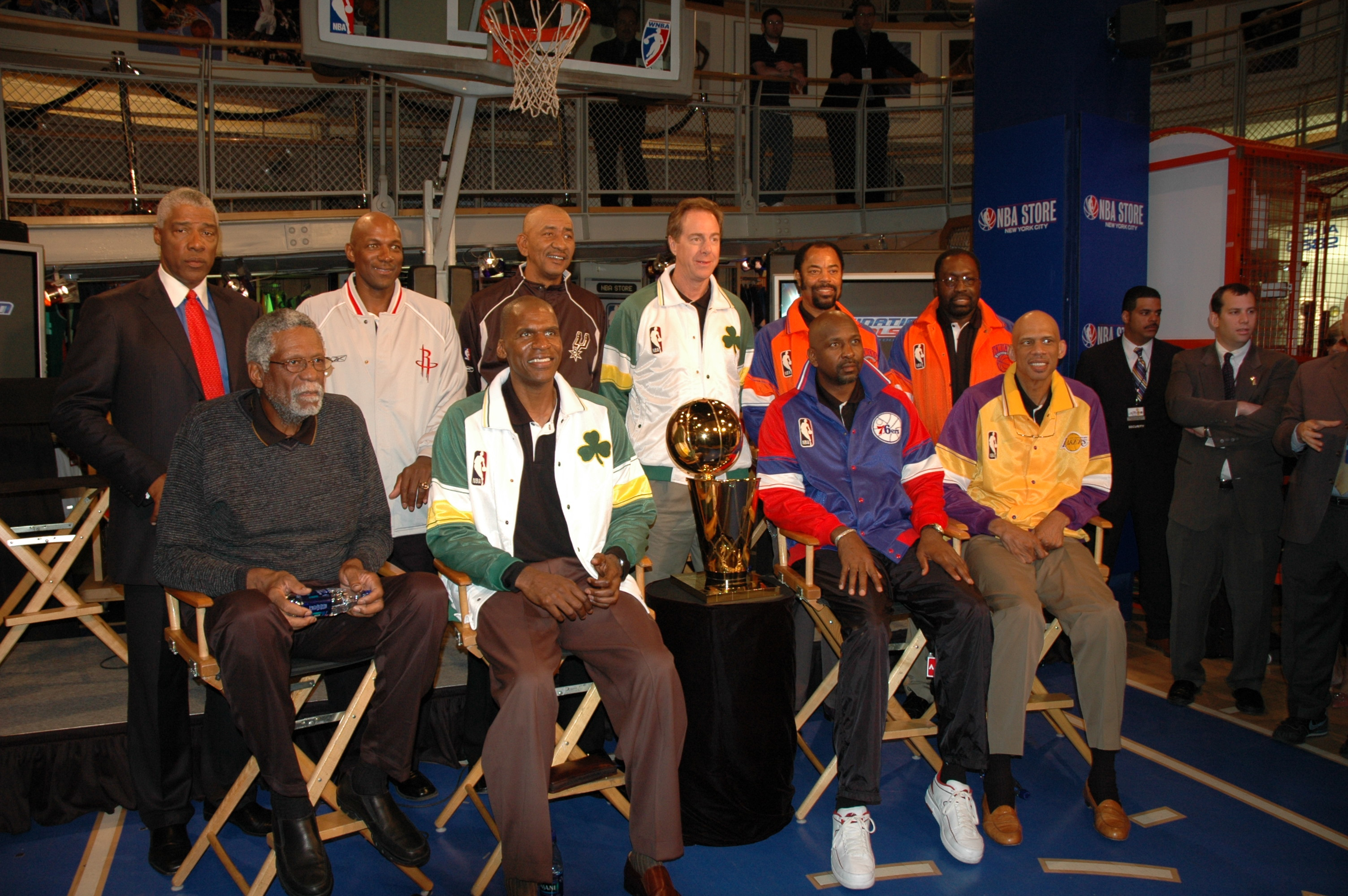
Légendes de la NBA lors du Larry O'Brien trophy en 2005.

Gervin a été intronisé au Naismith Memorial Basketball Hall of Fame en 1996 ; en outre, son maillot n°44 a été retiré par les Spurs et il a été nommé l'un des 50 plus grands joueurs de l'histoire de la NBA. En 2009, Gervin a été classé n°45 dans le Top 50 NBA Players of All Time du magazine Slam.
Il reste actif dans la communauté de San Antonio avec ses sept organisations conçues spécialement pour les enfants défavorisés, dont le George Gervin Youth Center. Gervin est très apprécié à San Antonio et pense que sa propre expérience d'enfant défavorisé dans le Michigan l'a incité à s'impliquer.
Au moment de son échange avec les Bulls, il détenait presque tous les records de points importants de l'histoire des Spurs. Nombre de ses records ont été surpassés par David Robinson et Tim Duncan. Gervin a pris sa retraite avec le plus grand nombre de contres par un arrière dans l'histoire de la NBA.
George Gervin détient pendant longtemps, seul puis avec Carmelo Anthony, le record du nombre de points inscrits dans un quart-temps d'un match de NBA avec 33 points le 9 avril 1978 contre le Jazz de la Nouvelle-Orléans. Ce record est toutefois battu en janvier 2015 par Klay Thompson qui marque 37 points.

### Vie personnelle
Gervin est né et a grandi à Detroit, dans le Michigan.
En 1976, Gervin épouse Joyce King. Le couple a divorcé en 1984, puis s'est remarié en 1985. Ils ont également trois enfants. L'aîné, George Gervin Jr. (surnommé « Gee »), a joué pour les Harlem Globetrotters et a été le favori des fans lorsqu'il jouait pour les Norrköping Dolphins de la ligue suédoise. Gervin, Jr. a également joué professionnellement au Mexique. La sœur de Gervin, Barbara Gervin-Hawkins, est membre démocrate de la Chambre des représentants du Texas. Le frère cadet de Gervin, Derrick, est un joueur de basket-ball qui a surtout joué en CBA et en Europe.

## Statistiques
gras = ses meilleures performances

### Universitaires
Statistiques en université de George Gervin
| Saison    | Équipe           | Matchs | Titul. | Min./m | % Tir | % 3pts | % LF | Rbds/m. | Pass/m. | Int/m. | Ctr/m. | Pts/m. |
| --------- | ---------------- | ------ | ------ | ------ | ----- | ------ | ---- | ------- | ------- | ------ | ------ | ------ |
| 1970-1971 | Eastern Michigan | 9      | —      | 33,3   | 52,8  | —      | 71,8 | 11,6    | —       | —      | —      | 17,6   |
| 1971-1972 | Eastern Michigan | 30     | —      | 36,6   | 59,4  | —      | 78,5 | 15,3    | —       | —      | —      | 29,5   |
| Carrière  | Carrière         | 39     | —      | 35,8   | 58,2  | —      | 77,6 | 14,4    | —       | —      | —      | 26,8   |

### Professionnelles

#### Saison régulière
Légende :
| Meilleur joueur de cette catégorie statistique de la saison |

Statistiques en saison régulière de George Gervin
| Saison        | Équipe            | Matchs | Titul. | Min./m | % Tir | % 3pts | % LF | Rbds/m. | Pass/m. | Int/m. | Ctr/m. | Pts/m. |
| ------------- | ----------------- | ------ | ------ | ------ | ----- | ------ | ---- | ------- | ------- | ------ | ------ | ------ |
| 1972-1973     | Virginie (ABA)    | 30     | 10     | 23,0   | 47,2  | 23,1   | 81,4 | 4,3     | 1,1     | —      | —      | 14,1   |
| 1973-1974     | Virginie (ABA)    | 49     | 49     | 35,3   | 47,2  | 16,0   | 79,9 | 8,5     | 2,0     | 1,5    | 1,8    | 25,4   |
| 1973-1974     | San Antonio (ABA) | 25     | 20     | 31,3   | 46,8  | 0,0    | 85,3 | 8,2     | 1,8     | 1,0    | 1,4    | 19,4   |
| 1974-1975     | San Antonio (ABA) | 84     | 84     | 37,1   | 47,4  | 30,9   | 83,0 | 8,3     | 2,5     | 1,6    | 1,6    | 23,4   |
| 1975-1976     | San Antonio (ABA) | 81     | 81     | 33,9   | 49,9  | 25,5   | 85,7 | 6,7     | 2,5     | 1,4    | 1,5    | 21,8   |
| 1976-1977     | San Antonio       | 82     | 82     | 33,0   | 54,4  | —      | 83,3 | 5,5     | 2,9     | 1,3    | 1,3    | 23,1   |
| 1977-1978     | San Antonio       | 82     | 82     | 34,8   | 53,6  | —      | 83,0 | 5,1     | 3,7     | 1,7    | 1,3    | 27,2   |
| 1978-1979     | San Antonio       | 80     | 80     | 36,1   | 54,1  | —      | 82,6 | 5,0     | 2,7     | 1,7    | 1,1    | 29,6   |
| 1979-1980     | San Antonio       | 78     | 78     | 37,6   | 52,8  | 31,4   | 85,2 | 5,2     | 2,6     | 1,4    | 1,0    | 33,1   |
| 1980-1981     | San Antonio       | 82     | 82     | 33,7   | 49,2  | 25,7   | 82,6 | 5,1     | 3,2     | 1,1    | 0,7    | 27,1   |
| 1981-1982     | San Antonio       | 79     | 79     | 35,7   | 50,0  | 27,8   | 86,4 | 5,0     | 2,4     | 1,0    | 0,6    | 32,3   |
| 1982-1983     | San Antonio       | 78     | 78     | 36,3   | 48,7  | 36,4   | 85,3 | 4,6     | 3,4     | 1,1    | 0,9    | 26,2   |
| 1983-1984     | San Antonio       | 76     | 76     | 34,0   | 49,0  | 41,7   | 84,2 | 4,1     | 2,9     | 1,0    | 0,6    | 25,9   |
| 1984-1985     | San Antonio       | 72     | 69     | 29,0   | 50,8  | 0,0    | 84,4 | 3,3     | 2,5     | 0,9    | 0,7    | 21,2   |
| 1985-1986     | Chicago           | 82     | 75     | 25,2   | 47,2  | 21,1   | 87,9 | 2,6     | 1,8     | 0,6    | 0,3    | 16,2   |
| Carrière      | Carrière          | 1060   | 1025   | 33,6   | 50,4  | 27,1   | 84,1 | 5,3     | 2,6     | 1,2    | 1,0    | 25,1   |
| All-Star Game | All-Star Game     | 12     | 7      | 23,5   | 46,9  | 40,0   | 78,0 | 4,2     | 1,6     | 1,8    | 1,2    | 14,8   |

#### Playoffs
Légende :
| Meilleur joueur de cette catégorie statistique de la saison |

Statistiques en playoffs de George Gervin
| Saison   | Équipe            | Matchs | Titul. | Min./m | % Tir | % 3pts | % LF | Rbds/m. | Pass/m. | Int/m. | Ctr/m. | Pts/m. |
| -------- | ----------------- | ------ | ------ | ------ | ----- | ------ | ---- | ------- | ------- | ------ | ------ | ------ |
| 1973     | Virginie (ABA)    | 5      | 3      | 40,0   | 44,2  | 20,0   | 70,6 | 7,6     | 1,6     | —      | —      | 18,6   |
| 1974     | San Antonio (ABA) | 7      | 7      | 32,3   | 49,6  | 100,0  | 93,5 | 7,4     | 2,7     | 0,7    | 1,1    | 20,6   |
| 1975     | San Antonio (ABA) | 6      | 6      | 46,0   | 46,2  | 25,0   | 82,7 | 14,0    | 1,3     | 1,0    | 1,3    | 34,0   |
| 1976     | San Antonio (ABA) | 7      | 7      | 41,1   | 52,3  | 0,0    | 81,2 | 9,1     | 2,7     | 0,6    | 2,0    | 27,1   |
| 1977     | San Antonio       | 2      | 2      | 31,0   | 43,2  | —      | 80,0 | 5,5     | 1,5     | 0,5    | 1,0    | 25,0   |
| 1978     | San Antonio       | 6      | 6      | 37,8   | 54,9  | —      | 76,8 | 5,7     | 3,2     | 1,0    | 2,7    | 33,2   |
| 1979     | San Antonio       | 14     | 14     | 36,6   | 53,6  | —      | 80,8 | 5,9     | 2,5     | 1,9    | 1,0    | 28,6   |
| 1980     | San Antonio       | 3      | 3      | 40,7   | 50,0  | 0,0    | 86,7 | 6,7     | 4,0     | 1,7    | 1,0    | 33,3   |
| 1981     | San Antonio       | 7      | 7      | 39,1   | 50,0  | 0,0    | 80,0 | 5,0     | 3,4     | 0,7    | 0,7    | 27,1   |
| 1982     | San Antonio       | 9      | 9      | 41,4   | 45,2  | 0,0    | 83,1 | 7,3     | 4,6     | 1,1    | 0,4    | 29,4   |
| 1983     | San Antonio       | 11     | 11     | 39,7   | 51,9  | 0,0    | 88,4 | 6,7     | 3,4     | 1,1    | 0,4    | 25,2   |
| 1985     | San Antonio       | 5      | 5      | 36,6   | 53,2  | 0,0    | 79,4 | 3,6     | 2,8     | 0,6    | 0,6    | 22,2   |
| 1986     | Chicago           | 2      | 0      | 5,5    | 0,0   | —      | —    | 0,5     | 0,5     | 0,0    | 0,0    | 0,0    |
| Carrière | Carrière          | 84     | 80     | 38,0   | 50,1  | 14,7   | 82,0 | 6,9     | 2,9     | 1,1    | 1,0    | 26,5   |

## Pour approfondir